# Arthur Richard Dillon
Pour les articles homonymes, voir Arthur Dillon et Dillon.
Arthur Richard Dillon, né le 14 septembre 1721 à Saint-Germain-en-Laye et mort à Londres le 5 juillet 1806, est un prélat français, évêque d'Évreux puis  archevêque de Toulouse, enfin dernier archevêque de Narbonne. Refusant le serment constitutionnel, il émigre et refuse aussi le Concordat.

## Biographie

### Parenté
Fils d'Arthur Dillon (1670-1733), gentilhomme irlandais devenu général au service du roi de France, et de Christina Sheldon (1757), il était l'oncle d'Arthur et Théobald Dillon, ainsi que de Thérèse-Lucy de Rothe, l'épouse d'Arthur, il est aussi apparenté à la comtesse de Boigne par la mère de celle-ci, née Éléonore Dillon ainsi qu'à la marquise de La Tour du Pin née Henriette-Lucy Dillon et à sa demi-sœur Elizabeth Françoise Dillon dite Fanny qui fut l'épouse du Général Bertrand, Grand maréchal du palais de Napoléon.

### Carrière
Diplômé en Sorbonne, il entra dans le sacerdoce et fut successivement abbé commendataire d’Élan, près de Mézières, vicaire général de Pontoise (1747) puis évêque d'Évreux (1753), archevêque de Toulouse (1758), enfin archevêque de Narbonne et primat de la Gaule narbonnaise (1762), et, grâce à cette charge, président-né des États de Languedoc. Il obtint en 1777 Saint-Étienne de Caen (la prestigieuse abbaye aux Hommes), et en fut le dernier abbé commendataire.
Fait commandeur de l’ordre du Saint-Esprit par Louis XVI en 1776, il présida en 1788 l’Assemblée du clergé. Archevêque de Toulouse, il avait été élu mainteneur de l’Académie des Jeux floraux (1761).
La Marquise de la Tour du Pin, nièce d'Arthur Richard, l'accompagnait souvent lors de ses voyages en Languedoc et, dans ses mémoires, elle nous a laissé un tableau vivant de son oncle.

### Réalisations
Administrateur visionnaire et entreprenant, en relation avec les physiocrates et les encyclopédistes, grand seigneur, il se consacra beaucoup moins à la direction spirituelle de son diocèse qu'à son bien-être temporel. Il fit réaliser de nombreux travaux d'utilité publique, des ponts, des canaux, des routes, des ports, etc ; il créa des chaires de chimie (confiées à Chaptal) et de physique à Montpellier et à Toulouse et il essaya de réduire la pauvreté, en particulier à Narbonne.
Il a laissé son nom à une promenade de la ville de Toulouse qu'il avait fait aménager : le cours Dillon, et un quai à Narbonne, qui longe le canal de la Robine. Sur son intervention, les États de Languedoc décidèrent le 17 février 1776 la mise à exécution du vieux projet élaboré par Vauban en 1684 et qui consistait à « joindre le canal de Narbonne à celui de communication des mers », c'est-à-dire unir la Robine au canal du Midi par la création du canal de Jonction. Il fit dresser en 1788 un projet pour l'achèvement de la cathédrale Saint-Just-et-Saint-Pasteur.
Il fit aussi publier le dernier missel narbonnais en 1778, d'inspiration néo-gallicane, fortement influencé par celui de Charles Gaspard Guillaume de Vintimille du Luc pour l'Église de Paris, en faisant disparaître une grande partie de la liturgie propre à l'Église de Narbonne.

### Du pouvoir à l’exil

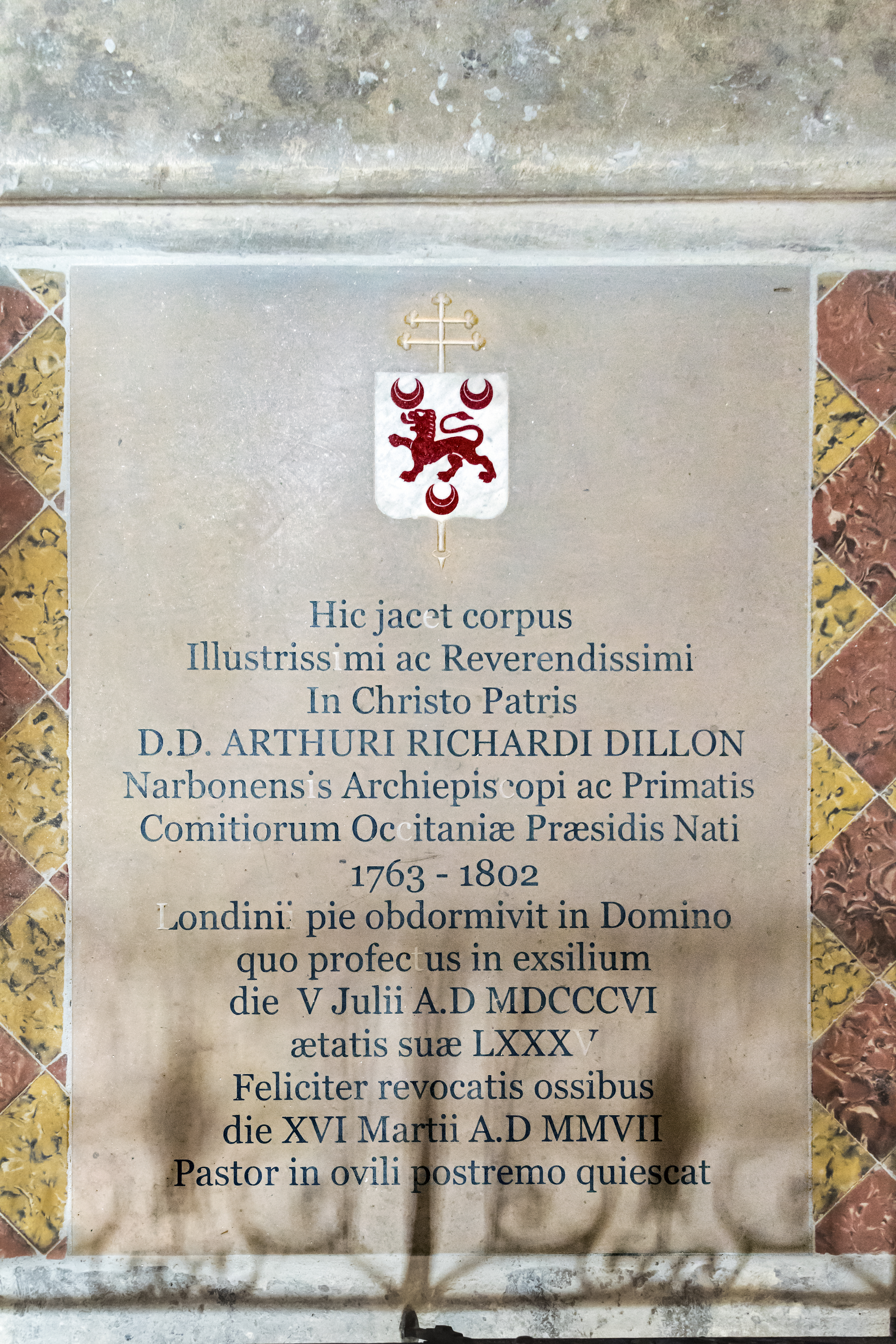
Tombe d'Arthur Richard Dillon dans la cathédrale de Narbonne.

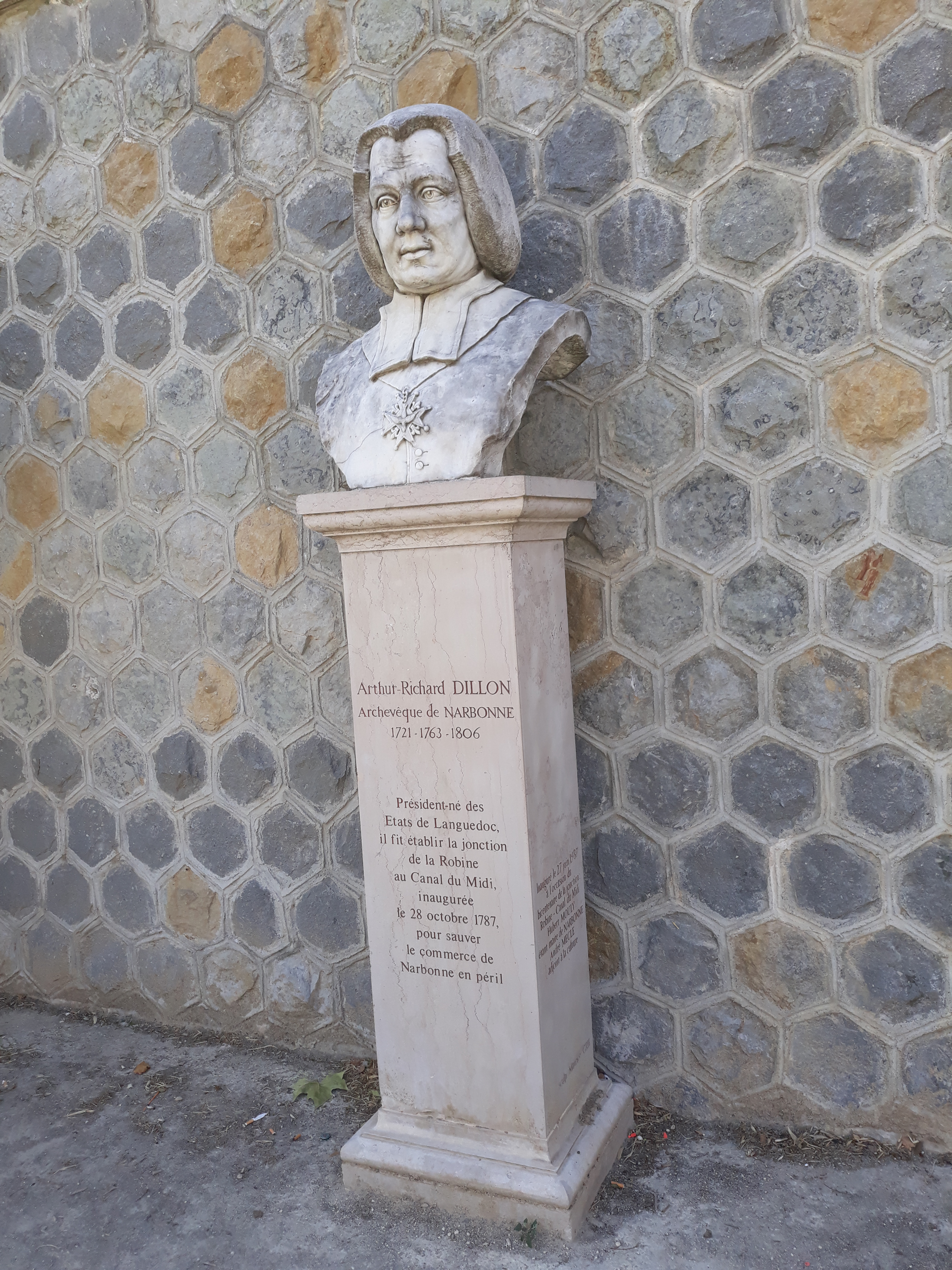
Monument d'Arthur Richard Dillon au quai de canal de la Robine à Narbonne.

Il fut l'un des rares dignitaires de la cour de Versailles à approuver le traité d'alliance avec la Cochinchine négocié par Pigneau de Behaine en  1787. Peu présent dans sa métropole, il ne jouit pas d'une bonne réputation auprès de son clergé, avec qui il entra en conflit dès son installation sur le siège épiscopal, lorsqu'il avait tenté de lui imposer comme grand archidiacre un membre d'une famille irlandaise exilée en France. Ce manque de popularité explique qu'en 1789 il ne fut pas élu député aux États généraux.
À la suite de ce qu'il ressentit comme un affront, il quitta Narbonne pour Paris et son domaine de Hautefontaine. Bien que peu après l'adoption de la Constitution civile du clergé les Narbonnais eussent obtenu (contre Carcassonne) que l'évêque du département de l'Aude siégeât dans leur ville, et qu'ils pressassent leur pasteur de les rejoindre, Dillon s'y refusa.
Il n'accepta pas plus de prêter le serment constitutionnel et dut finalement émigrer à Coblence en 1791. À Narbonne, il fut remplacé par un évêque constitutionnel, Guillaume Besaucèle. Peu après, il se rendit à Londres, où il vécut jusqu'à sa mort, en 1806, en refusant le Concordat qui avait supprimé son siège archiépiscopal. Il s'éteignit semble-t-il réconcilié avec sa foi chrétienne « et en demandant pardon de ses péchés ».
Ses restes, à l'origine inhumés au cimetière de l'église Old St Pancras de Londres, puis exhumés lors de travaux pour l'extension de la gare ferroviaire internationale de St Pancras, furent transférés à Narbonne le 16 mars 2007 dans un caveau de la chapelle Saint-Martin, à l'intérieur de la cathédrale Saint-Just-et-Saint-Pasteur, à l’issue de cérémonies officielles, en présence de Georges Frêche, président de la région Languedoc-Roussillon, et du cardinal Lustiger, archevêque émérite de Paris,.

## Succession apostolique
Arthur Richard Dillon a ordonné les évêques suivants :
- Évêque Martial-Louis de Beaupoil de Saint-Aulaire (1759)
- Évêque Jean-Antoine de Touchebœuf de Beaumont des Junies (1759)

## Œuvres
- Discours des députés de l'Assemblée du clergé au Roi / [par M. l'archevêque de Narbonne], 178? : .
- Discours prononcés à la dernière séance de l'Assemblée des notables tenue à Versailles le 25 mai 1787, dans lesquels on verra le précis & le résultat de toutes les questions qui y sont discutées, & les intentions de Sa Majesté, 1787 : .

### Sources
- Comtesse de Boigne, Mémoires, Mercure de France, Paris, 1971.
- Devic C., Vaissète J., Histoire générale de Languedoc, tome IV, Toulouse, Privat, 1876
L'Histoire générale de Languedoc a deux courtes notices sur Arthur Richard Dillon, dans la liste des archevêques de Narbonne (p. 260) et dans celle des archevêques de Toulouse (p. 364), toutes deux par Émile Mabille. On constate des divergences sur les dates, une erreur manifeste dans la notice de Narbonne (Mabille fait mourir Dillon en 1790) et éventuellement une autre, lui faisant présider l'assemblée du clergé non en 1788 mais en 1785. On doit donc prendre avec prudence les renseignements qui y sont donnés, en particulier qu'il a été fait abbé commendataire de Saint-Jean-des-Vignes en 1766, et de Signi en 1787.
- Marquise de La Tour Du Pin, Mémoires, Mercure de France, Paris, 1989, p. 38 sq.

### Iconographie
- Anonyme, Portrait de Arthur Richard Dillon, archevêque de Narbonne, peinture, XVIIIe siècle Conservée dans l'ancienne cathédrale Saint-Just-et-Saint-Pasteur de Narbonne. Classée monument historique.
- Anonyme, Portrait de Arthur Richard Dillon, archevêque de Narbonne, peinture (huile sur toile), XVIIIe siècle Conservée au Musée d'art et d'histoire de la ville de Narbonne.